# Chrysopogon tenuiculmis
Chrysopogon tenuiculmis är en gräsart som beskrevs av Johannes Jan Theodoor Henrard. Chrysopogon tenuiculmis ingår i släktet Chrysopogon och familjen gräs. Inga underarter finns listade i Catalogue of Life.